# 巴奇勒山
巴奇勒山（英語：Mount Bachelor，字面意思为单身汉），又称单身汉山，是位于美国俄勒冈中部的喀斯喀特山脉上的复式火山。巴奇勒山命名由来是因为山峰与不远处的三姐妹山遥相呼应。1958年，位于此处的巴奇勒山滑雪场正式开始营业。